# Aulacógeno
Se denomina aulacógeno a una cuenca que se forma en el interior de una placa tectónica cuando se produce un proceso de apertura (rifting). Normalmente se origina a partir de una zona de triple unión tectónica (lugar de convergencia de tres placas), donde dos zonas de rift dan lugar a océanos con márgenes continentales pasivos, y la tercera zona se convierte en una fosa tectónica continental, formando el aulacógeno.
El término aulacógeno procede del griego aulax (surco) y fue propuesto en 1946 por el geólogo ruso Nikolay Shatscky.